# のだみそ
のだみそ株式会社（旧：合資会社野田味噌商店）は、味噌メーカー。天然醸造の豆味噌を主力商品とする。「桝塚味噌（ますづかみそ）」の名で三河地方では古くから知られる。

## 概要

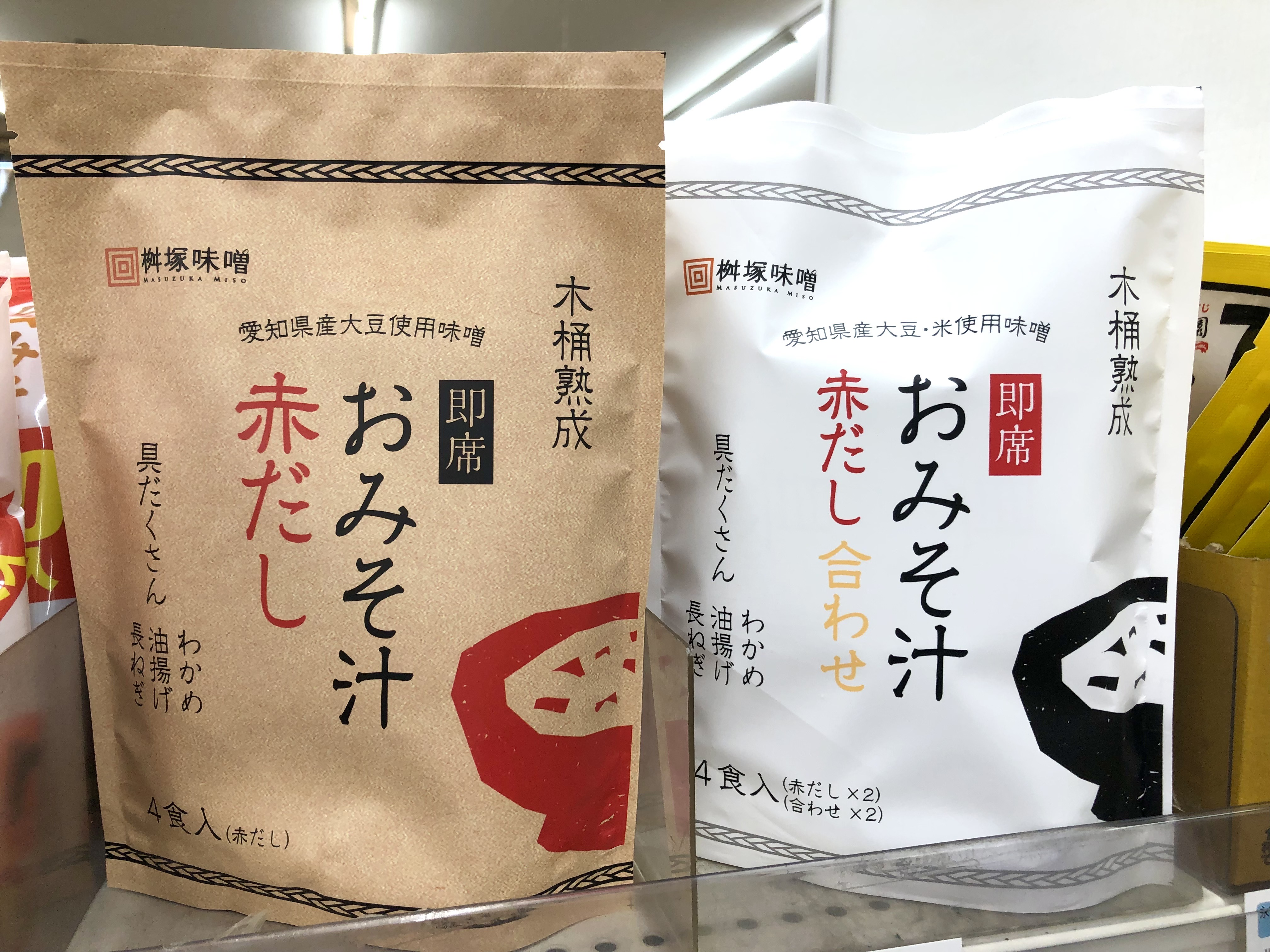
のだみその商品「木桶熟成　即席おみそ汁」

1928年（昭和3年）、野田清市が愛知県碧海郡上郷村（現在の豊田市）で味噌委託加工専業を創業した。桶に入れて運ばれてきた大豆を仕込んで返すという業種で、創業時から三河地方を中心に、大豆の栽培農家などから委託を受けた。一部は「八丁味噌」として仕込みを代行した。依頼業者は安城、岡崎、豊田から日進、名古屋まで広がり、桶を運ぶリヤカーが1キロ程つながったこともあった。1965年（昭和40年）頃まで仕込み加工業を続け、以後は味噌製造中心にシフトしていった。
木桶に大豆を仕込み、石を積んで18から24か月間天然で熟成させる伝統的な製法を守っている。
2017年（平成29年）時点で、年間約2,500トンを生産した。工場には大小400の木桶がある。江戸時代末期に作られたものもある。大樽約400本保有は国内最高と言われる。自動制御の工程の中でも、大豆を蒸す釜（NK缶）は原料6トンを一気に蒸し上げる事のできる全国でも最大級の釜である。

## 年表
- 1928年（昭和3年） - 野田清市が個人経営にて創業。
- 1930年（昭和5年） - 味噌製造を開始。年産6トンであった。
- 1959年（昭和34年） - 「合資会社野田味噌商店」に改組。
- 1969年（昭和44年） - 米味噌の生産を開始。
- 1981年（昭和56年） - 年産6000t体制の設備となる。
- 2011年（平成23年） - 愛知ブランド企業認定。
- 2014年（平成26年） - 農林水産省より食育優良活動表彰受賞。
- 2022年（令和4年）
  - 7月8日 - 「のだみそ株式会社」に組織変更[8][9]。
  - 11月17日 - 第63回全国味噌鑑評会（主催：一般社団法人中央味噌研究所、後援：農林水産省）が東京都中央区の鉄鋼会館で開催。「木桶熟成八丁味噌」が一般社団法人中央味噌研究所理事長賞を受賞した[10][11][注 2]。

## エピソード
2010年（平成22年）1月、豊田市内の販売店55店が集まり「とよた五平餅学会」が発足。学会の会長には社長の野田清衛が就任し、「豊田の誇るべき郷土食」として五平餅のPRに努めた。
「大黒蔵」と呼ばれる幅15メートル、奥行き30メートルほどの建物は、岡崎海軍航空隊の航空基地の施設だった。米軍による武装解除の後、創業者の野田清市が飛行場の一部を譲り受け、蔵として使い始めた。また、近辺の高嶺小学校や上郷中学校の校舎も漸次購入し、それらを味噌蔵として再利用していった。旧日本軍がつくった木造建築が残っているのは愛知県内では珍しいとされる。